# Carl-Erik Asplund
Carl-Erik Asplund (ur. 14 września 1923 w Föllinge, zm. 8 stycznia 2024) – szwedzki łyżwiarz szybki, brązowy medalista olimpijski.

## Kariera
Specjalizował się w długich dystansach. Największy sukces w karierze osiągnął w 1952 roku, kiedy zdobył brązowy medal na dystansie 10 000 m podczas igrzysk olimpijskie w Oslo. W zawodach tych wyprzedzili go jedynie Norweg Hjalmar Andersen oraz Holender Kees Broekman. Na tych samych igrzyskach był też szósty na dystansie 5000 m i czwarty w biegu na 1500 m. Na najkrótszym dystansie walkę o medal przegrał z Roaldem Aasem z Norwegii. Nigdy nie zdobył medalu mistrzostw świata, jego najlepszym wynikiem było szóste miejsce wywalczone podczas wielobojowych mistrzostw świata w Davos. W tym samym roku był też czwarty na mistrzostwach Europy w Oslo, gdzie w walce o podium lepszy okazał się Norweg Henry Wahl. Asplund zdobył dziewięć tytułów mistrza Szwecji: na 1500 m w latach 1951-1953, na 3000 m i 5000 m w latach 1951-1952 oraz na 10 000 m w latach 1951 i 1953.